# August Heim
August Heim (Offenbach am Main, 13 marzo 1904 – Offenbach am Main, 8 maggio 1976) è stato uno schermidore tedesco, vincitore di due medaglie di bronzo nella scherma ai giochi olimpici.